# 科科斯板块

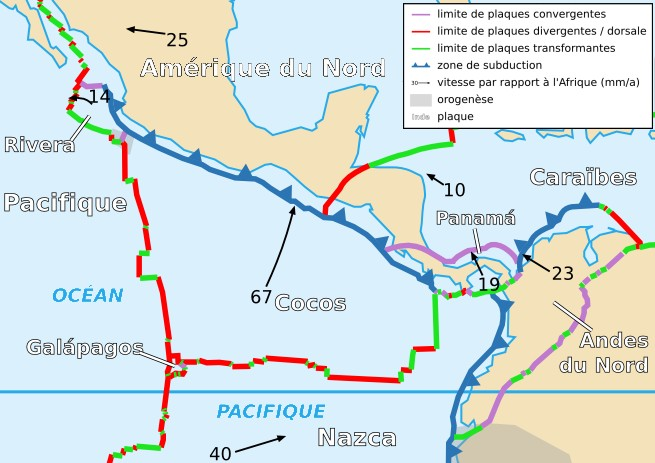
科科斯板块（位于中美洲太平洋沿岸外）

科科斯板块，或译科克斯板块、科科板塊，以位于其中的科科岛命名，是位于中美洲西岸外的太平洋中的一个大洋板块。在1968年勒皮雄首次提出的六大板块中，它是南极洲板块的一部分。
科科斯板块是由沿着东太平洋海隆发生的海底扩张形成的，位于被地质学家叫做科科斯-纳斯卡扩张系的复杂区域内。科科斯板块从海隆处开始被向东推动，在其东部则受到位于其上的低密度的加勒比板块的推挤或拉动（可能两者兼有），而消减于其下。这一消减带造就了从哥斯达黎加到危地马拉的具有火山的山脉（为科迪勒拉山系的一部分），以及向北延伸直达墨西哥的一条地震带。
科科斯板块的东北界和东界为会聚边界，消减于北美洲板块、加勒比板块和南美洲板块之下。其南界和西界则以离散边界分别与纳斯卡板块和太平洋板块相接。
科科斯板块和纳斯卡板块都是古法拉龙板块的残遗，二者在大约2300万年前分裂。这两个板块的边界以位于加拉帕戈斯群岛之下的热点为标志。
科科斯板块之北尚有一个名为里维拉板块的正在消减中的小板块，它被认为是在500万-1000万年前从科科斯板块分离出来的。
灾难性的1985年墨西哥城大地震即是由科科斯板块内部的地震活动造成的。